# Peter Kohlgraf
Peter Kohlgraf (Colonia, 21 marzo 1967) è un vescovo cattolico tedesco, dal 18 aprile 2017 vescovo di Magonza.

## Biografia
Monsignor Peter Kohlgraf è nato a Colonia, sede arcivescovile, il 21 marzo 1967. Suo padre era muratore e sua madre infermiera.

### Formazione e ministero sacerdotale
Si è diplomato al Dreikönigsgymnasium di Colonia. Ha studiato filosofia e teologia all'Università di Bonn. Ha anche trascorso un semestre a Salisburgo. Si è laureato nel 1991.
Il 18 giugno 1993 è stato ordinato presbitero nel duomo di Colonia dal cardinale Joachim Meisner. Dopo tre anni di ministero come vicario parrocchiale a Euskirchen, ha proseguito gli studi presso l'Università di Bonn, essendo in pari tempo cappellano e insegnante di religione presso il Kardinal-Frings-Gymnasium nella medesima città. Nello stesso periodo è stato anche cappellano dei Giovani studenti cattolici. Nel 2000 ha conseguito il dottorato in teologia presso l'Università di Bonn con una tesi intitolata "L'ecclesiologia degli efesini nell'interpretazione di Giovanni Crisostomo" e con relatore Ernst Dassmann. In seguito è stato assistente nel Collegium Albertinum di Bonn dal 2003 al 2009 e, per due anni, supplente per la cattedra di pedagogia religiosa presso l'Università di Münster dal 2006 al 2008. Nel Dipartimento di educazione religiosa di questo ateneo nel 2010 ha conseguito l'abilitazione in teologia con una tesi intitolata "La fede nella conversazione. La ricerca dell'identità e della rilevanza nella patristica alessandrina. Un modello per un impegno pratico-teologico oggi?" e relatore Udo Schmaelzle. Dal 2009 al 2013 è stato cappellano e insegnante di religione all'Erzbischöfliches Gymnasium Marienberg di Neuss. Dal 2013 alla nomina episcopale è stato professore di teologia pastorale presso l'Alta Scuola Cattolica di Magonza, svolgendo, in pari tempo, il ministero di sacerdote cooperatore nell'unità pastorale di Wörrstadt-Rheinhessen, nella diocesi di Magonza. Risiedeva a Partenheim.

### Ministero episcopale
Il 18 aprile 2017 papa Francesco lo ha nominato vescovo di Magonza. È succeduto al cardinale Karl Lehmann, precedentemente dimessosi per raggiunti limiti di età. L'8 agosto 2017 ha prestato giuramento sulle Costituzioni della Renania-Palatinato e dell'Assia alla presenza del ministro-presidente Malu Dreyer e del primo ministro Volker Bouffier, ai sensi dell'articolo 16 del Concordato. Erano presenti anche il suo predecessore nell'episcopato, il cardinale Karl Lehmann, e altri rappresentanti della Chiesa e numerosi membri del Gabinetto. Ha ricevuto l'ordinazione episcopale il 27 dello stesso mese nella cattedrale di Magonza dal cardinale Karl Lehmann, coconsacranti Stephan Burger, arcivescovo metropolita di Friburgo in Brisgovia, e il cardinale Rainer Maria Woelki, arcivescovo metropolita di Colonia. Durante la stessa celebrazione ha preso possesso della diocesi divenendo l'88º successore di San Bonifacio a Magonza.
In seno alla Conferenza episcopale tedesca è membro della commissione per il matrimonio e la famiglia e della commissione per l'istruzione e la scuola.
Dal 1986 fa parte della confraternita cattolica KDStV Staufia di Bonn.

### Posizioni teologiche
Benedizione per le coppie omosessuali
Nella sua rubrica settimanale sul giornale diocesano Glaube und Leben ("Fede e Vita"), nel febbraio 2021 ha dichiarato: «I preti che accompagnano queste coppie (riferendosi alle coppie omosessuali, ndr) benedicono cosa è buono nelle loro vite». Mons. Kohlgraf ha raccontato che, dopo essere diventato vescovo nel 2017, si è presto reso consapevole che diverse forme di benedizioni per le coppie omosessuali esistevano già «e continueranno ad esistere».

## Opere
- Die Ekklesiologie des Epheserbriefes in der Auslegung durch Johannes Chrysostomus. Eine Untersuchung zur Wirkungsgeschichte paulinischer Theologie (= Hereditas, Band 19), Bonn / Alfter, Borengässer, 2001, ISBN 3-923946-53-8 (Dissertation Universität Bonn 2000, XII, 405 Seien, 23 cm).
- Glaube im Gespräch. Die Suche nach Identität und Relevanz in der alexandrinischen Vätertheologie – ein Modell für praktisch-theologisches Bemühen heute?, Berlin, Lit, 2011, ISBN 978-3-643-11124-1.
- Nur eine dienende Kirche dient der Welt. Yves Congars Beitrag für eine glaubwürdige Kirche. 2. Auflage, Ostfildern, Matthias Grünewald, 2015, ISBN 978-3-7867-3036-1.

## Genealogia episcopale
La genealogia episcopale è:
- Cardinale Scipione Rebiba
- Cardinale Giulio Antonio Santori
- Cardinale Girolamo Bernerio, O.P.
- Arcivescovo Galeazzo Sanvitale
- Cardinale Ludovico Ludovisi
- Cardinale Luigi Caetani
- Cardinale Ulderico Carpegna
- Cardinale Paluzzo Paluzzi Altieri degli Albertoni
- Papa Benedetto XIII
- Papa Benedetto XIV
- Papa Clemente XIII
- Cardinale Marcantonio Colonna
- Cardinale Giacinto Sigismondo Gerdil, B.
- Cardinale Giulio Maria della Somaglia
- Cardinale Carlo Odescalchi, S.I.
- Vescovo Eugène de Mazenod, O.M.I.
- Cardinale Joseph Hippolyte Guibert, O.M.I.
- Cardinale François-Marie-Benjamin Richard
- Cardinale Pietro Gasparri
- Arcivescovo Cesare Orsenigo
- Cardinale Josef Frings
- Arcivescovo Wendelin Rauch
- Arcivescovo Eugen Viktor Paul Seiterich
- Arcivescovo Hermann Josef Schäufele
- Cardinale Hermann Volk
- Cardinale Karl Lehmann
- Vescovo Peter Kohlgraf